# Forza Motorsport (2005)
Forza Motorsport ist ein Rennspiel für die Xbox-Spielkonsole, das von Microsoft entwickelt wurde. Seit der Veröffentlichung hat das Spiel zahlreiche Auszeichnungen als realistisches Rennspiel auf einer Spielekonsole erhalten. Das Spiel wurde in den USA am 3. Mai 2005, in Deutschland am 13. Mai 2005 veröffentlicht. 2007 erschien der Nachfolger für die Xbox 360: Forza Motorsport 2. Der dritte Teil der Serie, Forza Motorsport 3, erschien 2009, Forza Motorsport 4 kam am 14. Oktober 2011 in den Handel.

## Spielprinzip
Eine Vielzahl von Usern waren bei der Ankündigung von Forza verwundert, da Microsoft schon eine populäre Rennspielserie namens Project Gotham Racing (PGR) auf dem Markt hatte. Der größte Unterschied war jedoch, dass man in Forza vermehrt auf realistischen, ländlichen Rennstrecken fuhr und viele Strecken von PGR in Städten angesiedelt waren. Forza Motorsport war außerdem eher auf akkurate Simulation ausgelegt, wobei PGR eher ein Action-Rennspiel war.
Forza ist außerdem bekannt für sein Schadensmodell, welches sowohl optische Schäden als auch Veränderungen im Fahrverhalten der Autos realistisch darstellt. Dies verursacht, im Gegensatz zur Gran-Turismo-Serie, ein anderes Spielverhalten, da jeder Unfall und jede Kollision eine andere Fahrweise verlangen. Auch auffallend ist, dass Frontspoiler und Stoßstangen abgefahren werden können und Scheiben zerspringen. Wie bei anderen Rennspielen untersagten die Auto-Hersteller jedoch die Darstellung von Überschlägen und schwerwiegenden Unfällen.
Es ist möglich, Autos verschiedener Fabrikate zu fahren, wie z. B. Aston Martin, Audi, BMW, Dodge, Ferrari, Jaguar, Mazda, Porsche oder Volvo. Im Spiel gibt es sowohl reale Strecken wie z. B. Silverstone Circuit und Laguna Seca Raceway, als auch fiktive, wie z. B. Straßenkurse durch New York, Rio de Janeiro oder durch bekannte Landschaften wie die Alpen. Ein Highlight der verfügbaren Strecken ist die Nordschleife des Nürburgrings.
Eine weitere Besonderheit ist das äußerliche Verändern der Autos, da hier eine Vielzahl von Möglichkeiten geboten werden, um das Fahrzeug im Tuning-Modus zu modifizieren oder durch Aufkleber und Muster zu verändern.